# Établissement rural de Gorbounovo (république de l'Altaï)
L'établissement rural de Gorbounovo (en russe : Ви́нницкое се́льское поселе́ние, en altaï méridional : Билӱлӱниҥ јурт јеезези) est une entité municipale russe du raïon d'Oust-Koksa dans la république de l'Altaï. Son centre administratif est le village de Gorbounovo, et sa population s'élevait à 816 habitants en 2023.

## Géographie
L'établissement rural se situe dans le raïon d'Oust-Koksa, un des dix raïons de la république de l'Altaï, en Sibérie. Il est un des neuf établissements ruraux du raïon d'Oust-Koksa. Son centre administratif est le village de Gorbounovo,.

## Histoire et statut
À l'époque soviétique, l'établissement rural était un conseil de village (selsoviet). Mais en 1995, le conseil de village a été transformé en administration rurale. Le 13 janvier 2005, à la suite de la réforme municipale, l'administration rurale a été transformée en établissement rural.

## Population
Recensements (*) et estimations de la population,:
| 2010* | 2021* | 2023 | - |
| ----- | ----- | ---- | - |
| 1 018 | 829   | 816  | - |

## Localités
L'établissement rural compte 3 localités.
| Nom          | Nom russe   | Statut    | Population Recensement 2021 |
| ------------ | ----------- | --------- | --------------------------- |
| Gorbounovo   | Горбуново   | village   | 212                         |
| Oktiabrskoïé | Октябрьское | possiolok | 239                         |
| Terekta      | Теректа     | possiolok | 378                         |